# عاشیق علی
عاشیق علی (ترکی آذربایجانی: Aşıq Alı; ۱۸۰۱ – ۱۹۱۱ (۱۰۹−۱۱۰ سال)) یکی از نمایندگان نغمه‌سرایی عاشیق آذربایجان قرن نوزدهم بود.

## زندگی‌نامه
عاشیق علی در سال ۱۸۰۱ در روستای «ماکنیس» به دنیا آمد. وی از عنفوان کودکی به موسیقی عاشیق علاقه شدیدی از خود نشان می‌داد و در سنین ۱۵–۱۶ سالگی فعالیت‌های حرفه‌ای خود در این گونه هنری را آغاز کرد و پس از گذشت مدتی کوتاه به یکی از چهره‌های مطرح تبدیل شد.
عاشیق علی شاگردهای متعددی داشت. مشهورترین آنها عاشیق علی‌عسگر، یکی از نمایندگان سرشناس نغمه‌سرای ترانه‌های محلی و عاشیق عارف آذربایجانی قرن نوزدهم است. عاشیق علی در ژانرهایی چون «گرایلی»، «قوشما»، «تجنس»، «دیوانی» و مخمس به شعرسرایی پرداخته‌است. تمام اشعار وی هنوز به صورت مجموعه‌ای منتشر نشده‌است، اما تک تک اشعارش به طبع رسیده‌است.
عاشیق علی در سال ۱۹۱۱ در همان روستای محل تولدش درگذشت.

## بزرگداشت
در تاریخ ۲۸ فوریه سال ۲۰۱۱ کنسرتی به مناسبت دویست و دهمین سالگرد تولد عاشیق علی در سالن کنسرت حیدر علی‌اف که به‌طور مشترک توسط وزارت فرهنگ و گردشگری جمهوری آذربایجان و اتحادیه عاشیق‌های آذربایجان تشکیل شده بود، برگزار شد.